# Ор'єнг (комуна)
Комуна Ор'єнг (швед. Årjängs kommun) — адміністративно-територіальна одиниця місцевого самоврядування, що розташована в лені Вермланд у центральній Швеції на кордоні з Норвегією.
Ор'єнг 62-а за величиною території комуна Швеції. Адміністративний центр комуни — місто Ор'єнг.

## Населення
Населення становить 9 838 чоловік (станом на вересень 2012 року).
| Кількість населення комуни Ор’єнг за 1970-2010 роки | Кількість населення комуни Ор’єнг за 1970-2010 роки | Кількість населення комуни Ор’єнг за 1970-2010 роки | Кількість населення комуни Ор’єнг за 1970-2010 роки | Кількість населення комуни Ор’єнг за 1970-2010 роки |
| --------------------------------------------------- | --------------------------------------------------- | --------------------------------------------------- | --------------------------------------------------- | --------------------------------------------------- |
| Рік                                                 |                                                     |                                                     | Населення                                           |                                                     |
| 1970                                                | 1970                                                |                                                     | 9 995                                               | 9 995                                               |
| 1975                                                | 1975                                                |                                                     | 9 825                                               | 9 825                                               |
| 1980                                                | 1980                                                |                                                     | 9 805                                               | 9 805                                               |
| 1985                                                | 1985                                                |                                                     | 9 829                                               | 9 829                                               |
| 1990                                                | 1990                                                |                                                     | 10 235                                              | 10 235                                              |
| 1995                                                | 1995                                                |                                                     | 9 897                                               | 9 897                                               |
| 2000                                                | 2000                                                |                                                     | 9 790                                               | 9 790                                               |
| 2005                                                | 2005                                                |                                                     | 9 800                                               | 9 800                                               |
| 2010                                                | 2010                                                |                                                     | 9 855                                               | 9 855                                               |
| Джерело: SCB                                        |                                                     |                                                     |                                                     |                                                     |

## Населені пункти
Комуні підпорядковано 2 міські поселення (tätort) та низка сільських, більші з яких:
- Ор'єнг (Årjäng)
- Тексфорс (Töcksfors)
- Карланда (Karlanda)

## Галерея

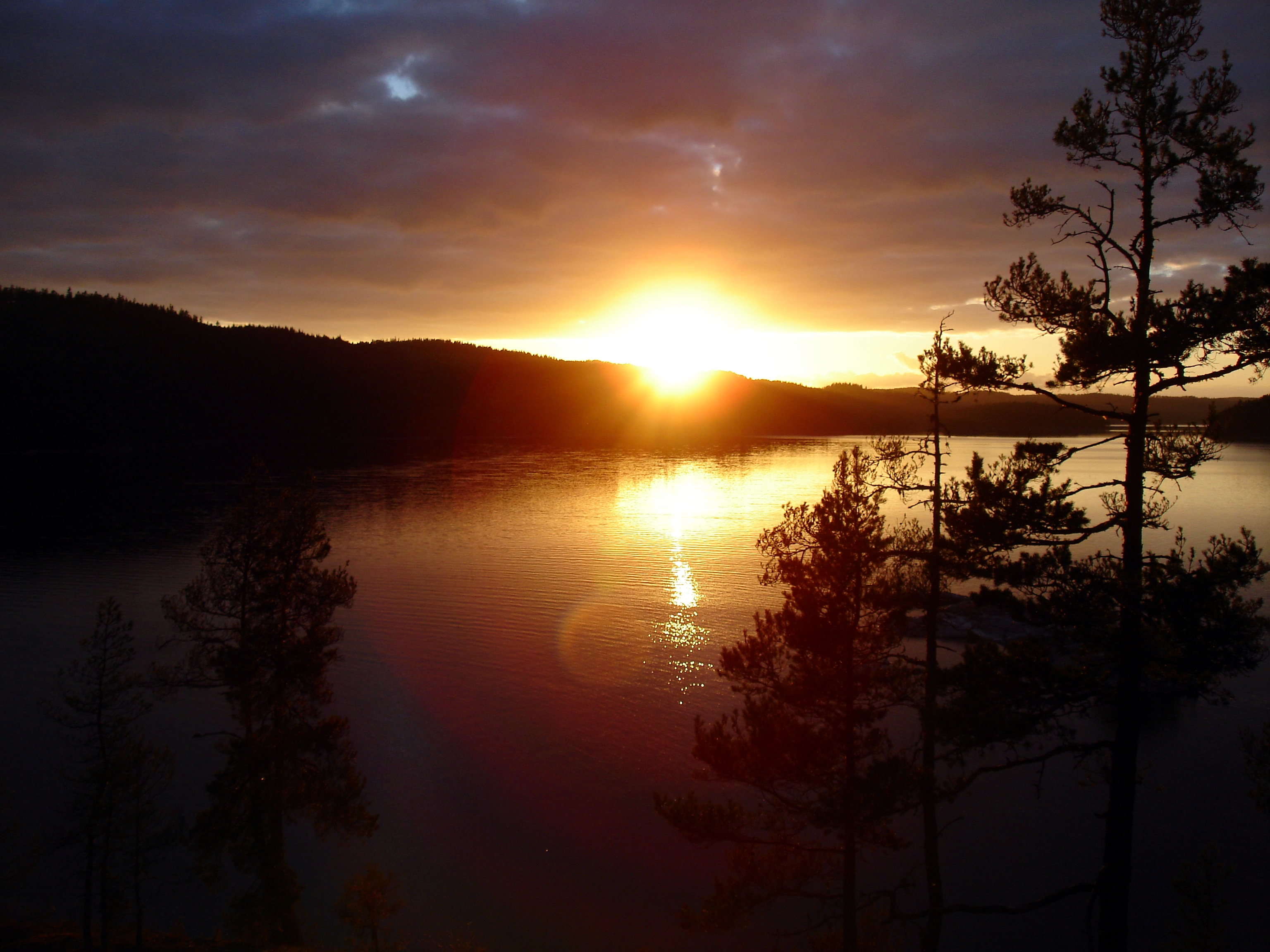
Озеро Фоксен
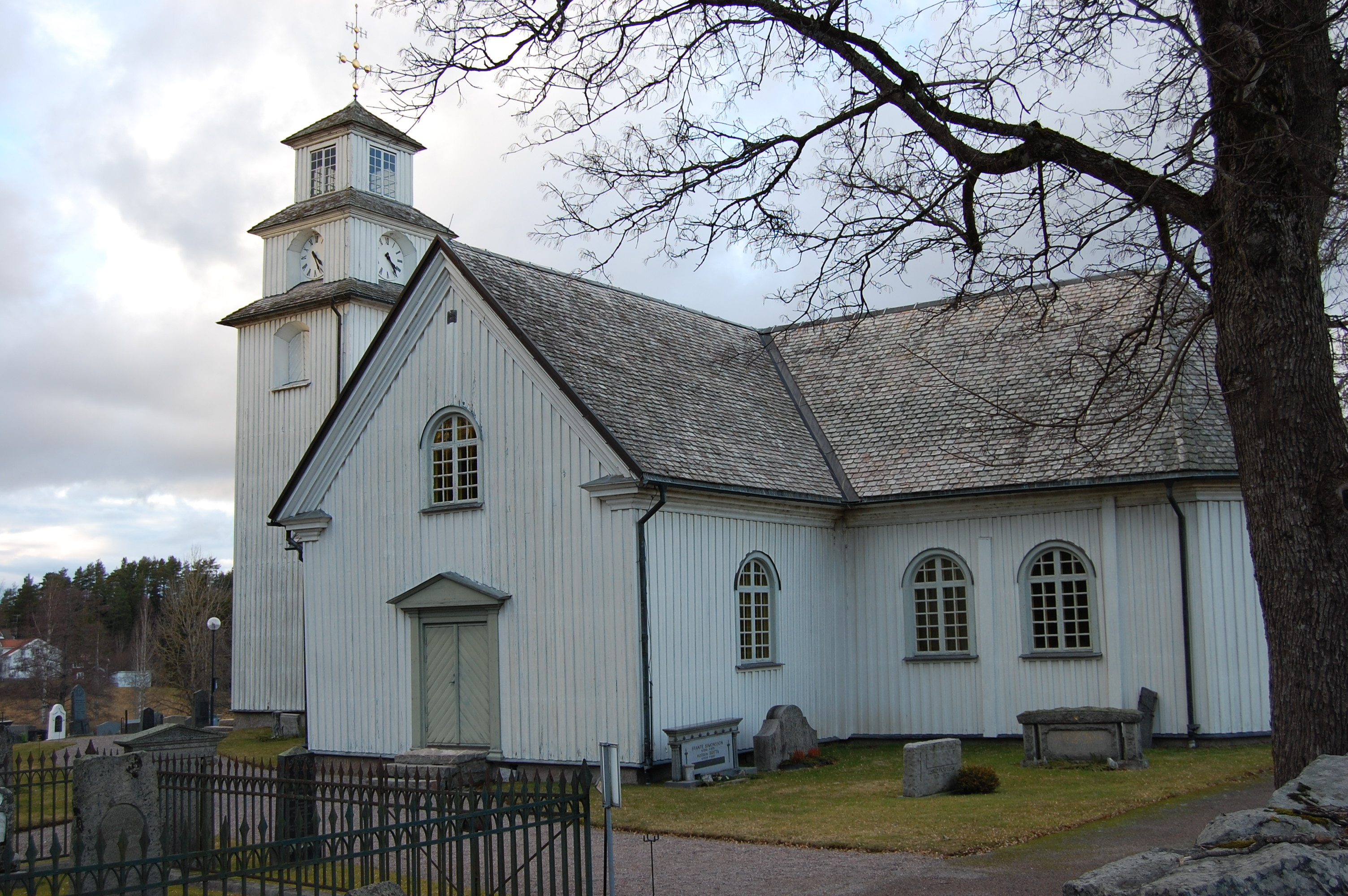
Церква (Тексфорс)
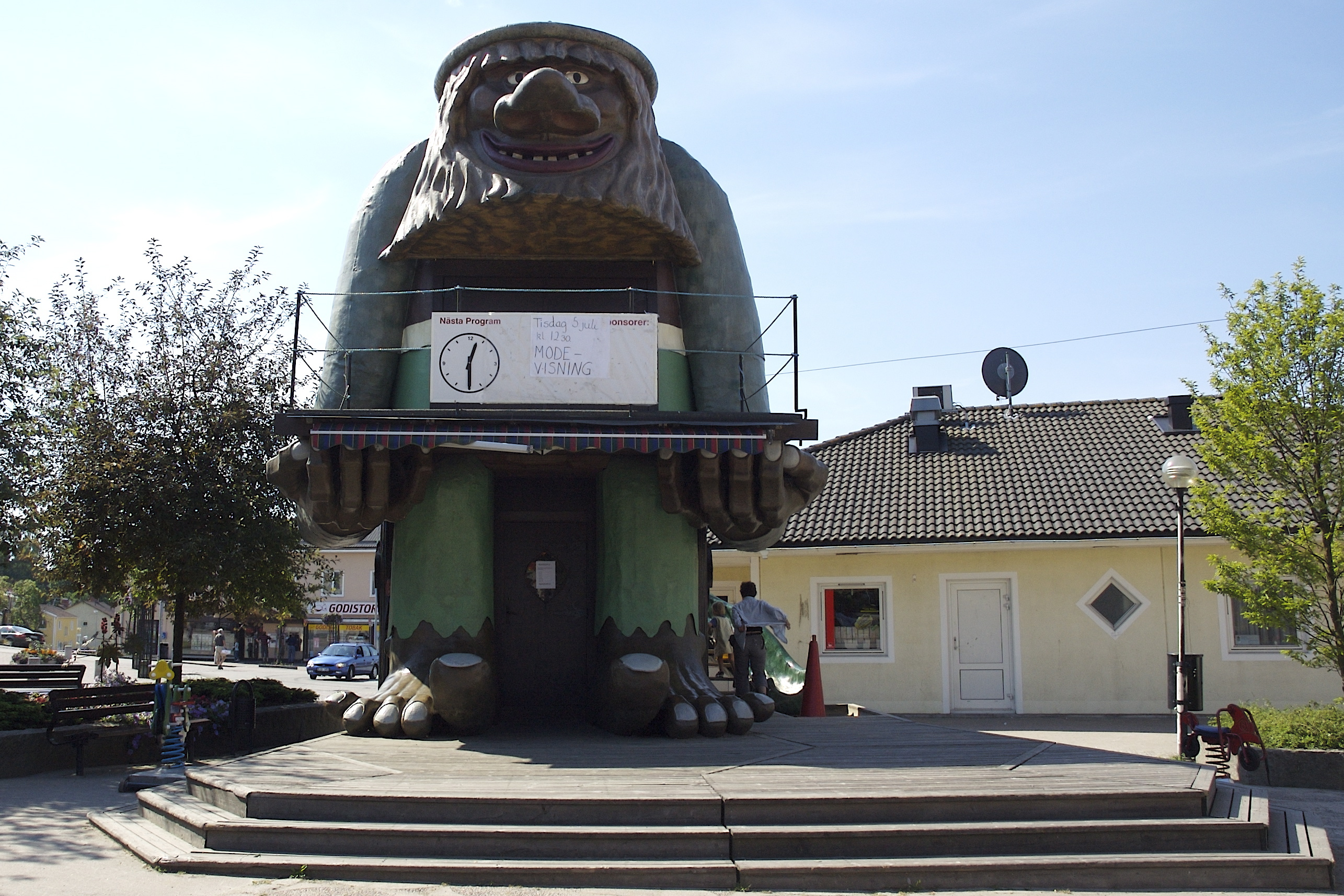
Троль із Ор’єнга
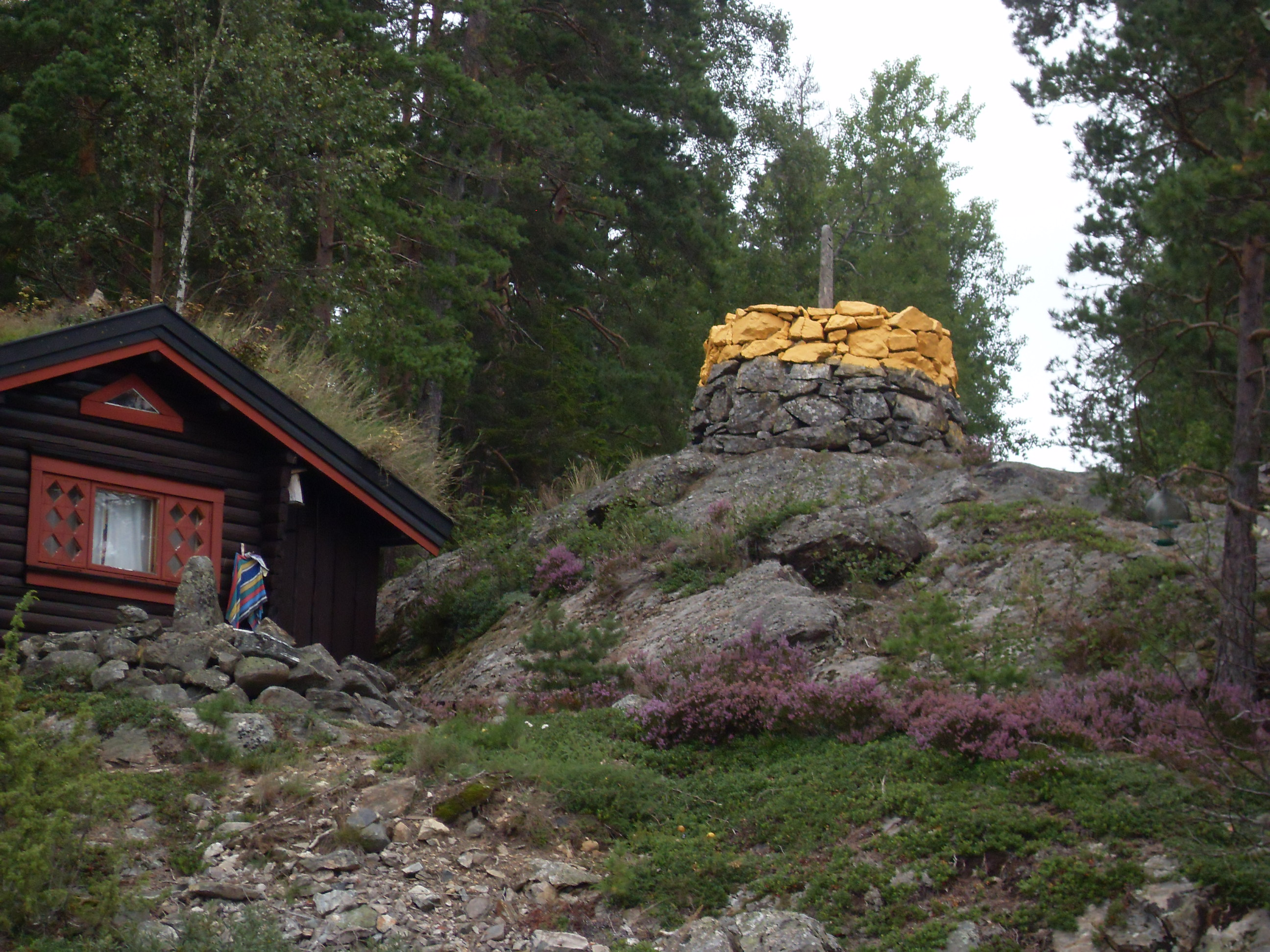
Норвезько-шведський кордон

## Виноски
1. ↑  https://www.riksdagen.se/sv/ledamoter-och-partier/ledamot/kjell-ericsson_0379333062002/?riksmote=1995%2F96&p=2
2. ↑  https://sverigesradio.se/artikel/5767586
3. ↑  https://www.nwt.se/2008/08/25/katarina-johannesson-nytt-kommunalrad-i-arjang-ab55f/
4. ↑  https://sverigesradio.se/artikel/5787383
5. ↑  https://www.svt.se/nyheter/lokalt/varmland/schutzer-slutar-som-kommunalrad
6. ↑  https://www.svt.se/nyheter/lokalt/varmland/historiskt-maktskifte-i-arjang
7. ↑  (unspecified title) — 1994. — ISBN 91-38-12948-5
8. ↑  (unspecified title) — 1995. — ISBN 91-38-30428-7
9. ↑  (unspecified title) — 1991.
10. ↑  (unspecified title) — 1989. — ISBN 91-38-12173-5
11. ↑  (unspecified title) — 1999. — ISBN 91-38-31445-2
12. ↑  https://kennysvensson.wordpress.com/2008/08/19/nu-ar-det-igang-pa-allvar/
13. ↑  Folkmangd i riket, lan och kommuner (шв.) . Центральне бюро статистики Швеції. Архів оригіналу за 20 серпня 2013. Процитовано 8 лютого 2013.